# 2007 w polityce

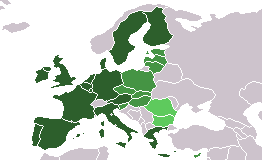
Unia Europejska po rozszerzeniu o Rumunię i Bułgarię

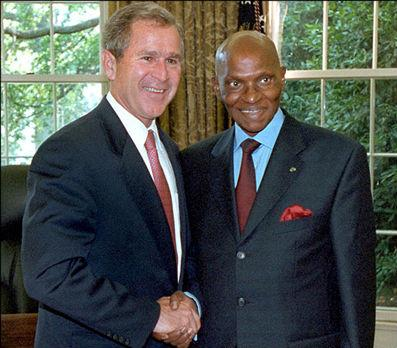
Abdoulaye Wade z George’em W. Bushem podczas wizyty w USA

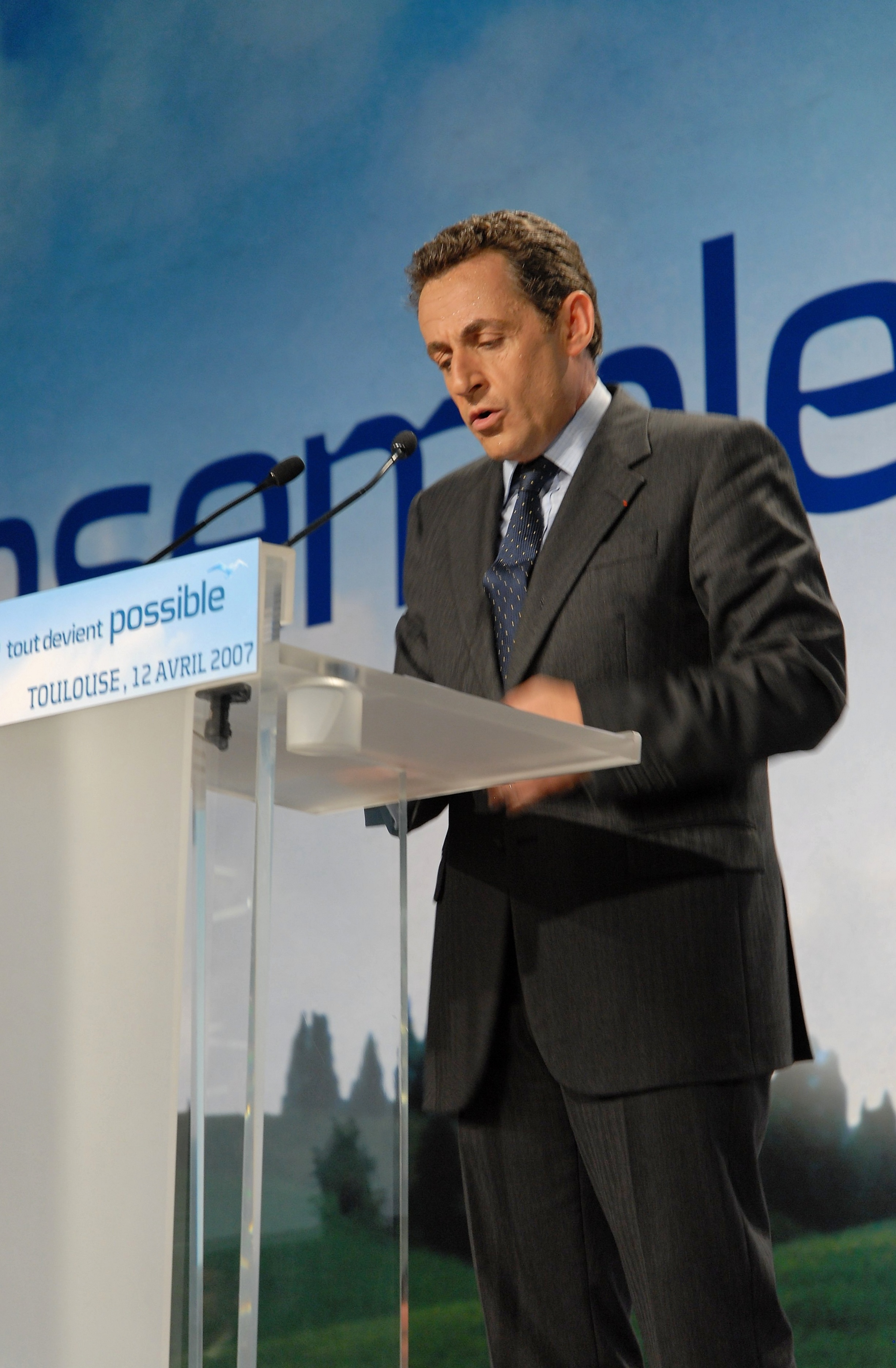
Nicolas Sarkozy

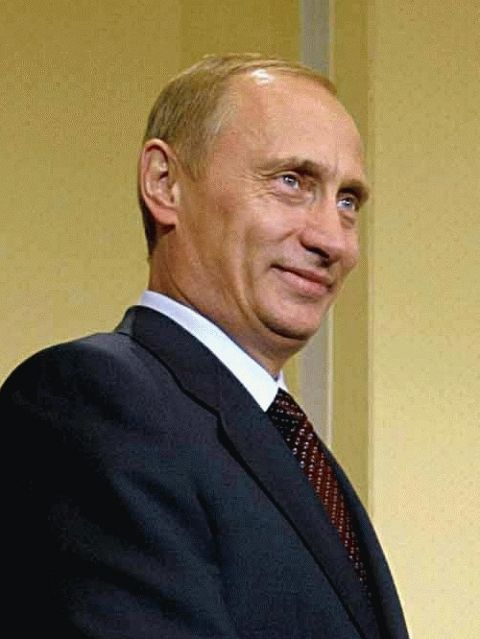
Władimir Putin

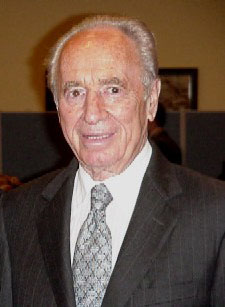
Szymon Peres

Wydarzenia polityczne w 2007 roku.

## Styczeń
- 1 stycznia
  - Bułgaria i Rumunia wstąpiły do Unii Europejskiej[1].
  - Słowenia wstąpiła do strefy euro[1].
  - Niemcy przejęły prezydencję w Radzie Unii Europejskiej[1].
- 7 stycznia – Rosja wstrzymała dostawy ropy rurociągiem Przyjaźń na Białoruś, odcinając tym samym przesył do Polski i Niemiec[2].
- 8 stycznia – do dymisji podał się premier Kazachstanu – Danijal Achmetow[3].
- 9 stycznia – w Czechach powołano drugi rząd Mirka Topolánka[4].
- 10 stycznia:
  - Sejm powołał Sławomira Skrzypka na prezesa NBP[5].
  - Karim Masimow został premierem Kazachstanu[6].
- 16 stycznia – nowym przewodniczącym Parlamentu Europejskiego został Hans-Gert Pöttering z niemieckiej CDU. W gronie 14 wiceprzewodniczących znaleźli się dwaj Polacy – Adam Bielan (PiS) i Marek Siwiec (SLD)[7].
- 21 stycznia – w wyborach parlamentarnych w Serbii zwyciężyła Serbska Partia Radykalna, która nie zdołała jednak utworzyć gabinetu[8].

## Luty
- 5 lutego – dymisja Radosław Sikorski podał się do dymisji z funkcji ministra obrony narodowej[9].
- 7 lutego:
  - Ludwik Dorn podał się do dymisji z funkcji ministra spraw wewnętrznych i administracji, z zachowaniem stanowiska wicepremiera rządu polskiego[10].
  - powołano Aleksandra Szczygłę na stanowisko szefa MON[11].
- 8 lutego – nowym szefem MSWiA został dotychczasowy Prokurator Krajowy – Janusz Kaczmarek[12].
- 9–11 lutego – odbyła się 43. Konferencja Bezpieczeństwa w Monachium. W czasie obrad prezydent Rosji Władimir Putin wystąpił z oskarżającym przemówieniem wobec roli USA w świecie[13].
- 16 lutego – prezydent Lech Kaczyński ujawnił raport z likwidacji Wojskowych Służb Informacyjnych[14].
- 21–24 lutego – kryzys gabinetowy we Włoszech. 21 lutego dymisję z funkcji premiera Włoch ogłosił Romano Prodi, jednak w obliczu groźby przedterminowych wyborów parlamentarnych koalicja doszła do porozumienia i rząd przetrwał[15].
- 25 lutego – prezydentem Senegalu ponownie został Abdoulaye Wade[16].

## Marzec
- 8–9 marca – w Brukseli odbył się szczyt przywódców państw członkowskich UE[1].
- 21 marca – Komisja Europejska skierowała pozew przeciwko Polsce do Trybunału Sprawiedliwości UE w związku z budową obwodnic Augustowa (która miała przebiegać przez Dolinę Rospudy) i Wasilkowa (przez Puszczę Knyszyńską)[17].
- 22 marca – ujawnienie przez Dziennik tzw. Taśm Oleksego[18].
- 23 marca – irańskie wojsko pojmało 15 brytyjskich marynarzy[19].
- 24–25 marca – w Berlinie odbył się nieformalny szczyt UE, podczas którego podpisano deklarację berlińską[1].
- 29 marca – Józef Oleksy zrezygnował z członkostwa w SLD[20].

## Kwiecień
- 2 kwietnia – prezydent Ukrainy Wiktor Juszczenko rozwiązał Radę Najwyższą. Koalicja rządząca ogłosiła jednak, że podporządkuje się tej decyzji. Wywołało to kryzys polityczny[21].
- 5 kwietnia – Iran uwolnił pojmanych 23 marca brytyjskich marynarzy[22].
- 13 kwietnia – Sejm odrzucił wszystkie pięć poprawek do Konstytucji RP w sprawie ochrony życia[23].
- 19 kwietnia – rumuński parlament czasowo zawiesił prezydenta Traian Basescu w pełnieniu obowiązków[24].
- 21 kwietnia – w wyborach prezydenckich w Nigerii zwyciężył Umaru Yar'Adua[25].
- 22 kwietnia – we Francji odbyła się pierwsza tura wyborów prezydenckich. Do drugiej tury przeszedł Nicolas Sarkozy i Ségolène Royal. Odpadli m.in. François Bayrou i Jean-Marie Le Pen[26].
- 23 kwietnia – zmarł były prezydent Rosji Borys Jelcyn.
- 25 kwietnia – podczas zatrzymania ABW Barbara Blida popełniła samobójstwo[27].
- 26 kwietnia:
  - wybucha seria zamieszek w Tallinnie związany z usunięciem Brązowego Żołnierza[28].
  - nowym marszałkiem Sejmu został Ludwik Dorn (PiS)[29].
- 27 kwietnia – do Sądu Okręgowego w Warszawie wpłynął wniosek o rejestrację nowej partii – Prawicy Rzeczypospolitej. W Sejmie utworzono też koło parlamentarne – do Marka Jurka dołączyli inni byli członkowie PiS – Małgorzata Bartyzel, Lucyna Wiśniewska, Artur Zawisza, Dariusz Kłeczek i Marian Piłka[30].
- 29 kwietnia – odbyła się kilkusettysięczna demonstracja w Stambule przeciwko proislamskiej polityce rządu Turcji[31].
- 30 kwietnia – premier Turcji Recep Tayyip Erdoğan zaapelował do Turków o zachowanie jedności[17].

## Maj
- 1 maja – prezydent Wenezueli Hugo Chavez przejął kontrolę nad sektorem naftowym, nacjonalizując ostatnie pola naftowe, które kontrolowały prywatne firmy[17].
- 4 maja – Kenia zamknęła granicę z Somalią[32].
- 6 maja – we Francji odbyła się druga tura wyborów prezydenckich. Zwyciężył Nicolas Sarkozy[33].
- 8 maja – na stanowisko wicepremiera rządu RP powołany został Przemysław Gosiewski (PiS)[34].
- 10 maja – premier Wielkiej Brytanii Tony Blair zapowiedział ustąpienie z urzędu na 27 czerwca[35].
- 12 maja – wyborach parlamentarnych na Islandii zwyciężyła Partia Niepodległości[36].
- 17 maja – premierem Francji został François Fillon (UMP)[37].
- 18 maja – Paul Wolfowitz ogłosił decyzję o rezygnacji z funkcji prezesa Banku Światowego[38].
- 28 maja – zapoczątkowane zostały pierwsze od ponad 25 lat rozmowy amerykańsko-irańskie. Spotkanie odbyło się w Bagdadzie, strony reprezentowali Ryan Crocker i Hasan Kazemi Komi[39].
- 29 maja – Władimir Putin ostrzegł, że rozmieszczenie elementów amerykańskiej tarczy antyrakietowej na terenie Polski i Czech przemieni kontynent w „beczkę prochu”[17].
- 31 maja:
  - Władimir Putin ostrzegł, że jeśli kraje zachodnie nie ratyfikują Traktatu o Ograniczeniu Sił Konwencjonalnych w Europie to Rosja zrezygnuje z traktatu[17].
  - Valdis Zatlers został prezydent Łotwy[17].

## Czerwiec
- 3 czerwca:
  - prezydent Rosji Władimir Putin w wywiadzie udzielonym gazetom państw G8 ostrzegł, że jeśli budowa tarczy antyrakietowej będzie postępować, rosyjskie rakiety zostaną ponownie skierowane w miasta i cele amerykańskie, jak to było w czasach zimnej wojny[40].
  - Aleksander Kwaśniewski zapowiedział przyjęcie stanowiska przewodniczącego Rady Programowej Lewicy i Demokratów[41].
- 5 czerwca:
  - baskijska ETA ogłosiła zakończenie trwającego marca 2006 zawieszenia broni[42].
  - prezydent Czech Václav Klaus wyraził zgodę na budowę amerykańskiego systemu obrony przeciwrakietowej, zwanego tarczą antyrakietową[43].
- 6–8 czerwca – odbył się szczyt G8 w niemieckim Heiligendamm[44].
- 7 czerwca – Komisja Europejska wznowiła formalne negocjacje stowarzyszeniowe z Serbią[17].
- 8 czerwca – odbyło się spotkanie pomiędzy prezydentem Stanów Zjednoczonych George'em Bushem a prezydentem Polski Lechem Kaczyńskim[45].
- 10 czerwca:
  - we Francji odbyła się pierwsza tura wyborów parlamentarnych. Przewagę osiągnęła prawicowa Unia na rzecz Ruchu Ludowego[46].
  - Andrzej Lepper został ponownie wybrany przewodniczącym partii Samoobrona Rzeczypospolitej Polskiej[47].
- 13 czerwca – nowym prezydentem Izraela został Szimon Peres[48].
- 17 czerwca – we Francji odbyła się druga tura wyborów parlamentarnych. Zwyciężyła prawicowa Unia na rzecz Ruchu Ludowego[49].
- 18 czerwca – w Bratysławie odbył się szczyt Grupy Wyszehradzkiej[50].
- 19–15 lipca – w Polsce odbył się protest pielęgniarek przed budynkiem kancelarii premiera. Pielęgniarki domagały się wzrostu płac[27].
- 25 czerwca – król Arabii Saudyjskiej Abd Allah ibn Abd al-Aziz Al Su’ud przyjechał do Polski i spotkał się z Lechem Kaczyńskim[51].
- 27 czerwca – premierem Wielkiej Brytanii został Gordon Brown[52].

## Lipiec
- 1 lipca – Portugalia przejęła prezydencję w Radzie Unii Euripejskiej[1].
- 2 lipca – odbyło się spotkanie George'a Busha i Władimira Putina w Kennebunkport[53].
- 9 lipca – w związku z aferą gruntową premier Jarosław Kaczyński odwołał z rządu wicepremiera i ministra rolnictwa Andrzeja Leppera[54].
- 10 lipca – zapadła decyzja Rady UE w sprawie wprowadzenia euro na Malcie i Cyprze od 2008 roku[55].
- 16 lipca – Andrzej Lepper i Roman Giertych zapowiedzieli utworzenie nowego ugrupowania pod nazwą Liga i Samoobrona (LiS)[56].
- 18 lipca – kolejne napięcie w stosunkach brytyjsko-rosyjskich wywołane faktem naruszenie brytyjskiej strefy powietrznej przez rosyjskiej bombowce. Stosunki między obu państwami komplikują się na tle sprawy zabójstwa Aleksandra Litwinienki[57].
- 22 lipca – po wygranych wyborach parlamentarnych Recep Tayyip Erdoğan powiedział, że Turcja nie porzucali prozachodniej orientacji ustalonej przez Mustafę Kemala Atatürka[17].
- 23 lipca – otworzono obrady Konferencji Międzyrządowej pracującej nad projektem traktatu reformującego[1].

## Sierpień
- 8 sierpnia – odwołano szefa MSWiA Janusza Kaczmarka w związku z aferą przeciekową. Nowym ministrem został Władysław Stasiak[27].
- 13 sierpnia – Jarosław Kaczyński przeprowadził zmiany w rządzie. Odsunięto od władzy ministrów, wiceministrów, sekretarzy i podsekretarzy stanu z Ligi Polskich Rodzin i Samoobrony zastępując ich politykami z Prawa i Sprawiedliwości. Rafał Wiechecki (LPR) przestał być szefem Ministra Gospodarki Morskiej, Romana Giertycha na stanowisku Ministra Edukacji Narodowej zastąpił Ryszard Legutko, tekę ministra budownictwa objął Mirosław Barszcz (zastąpił Andrzeja Aumillera z Samoobrony). Joanna Kluzik-Rostkowska zastąpiła Annę Kalatę z Samoobrony na stanowisku ministra pracy[58].
- 30 sierpnia – Janusz Kaczmarek, Konrad Kornatowski i Jaromir Netzel zostali zatrzymani przez ABW w związku z aferą gruntową[59].

## Wrzesień
- 1 września – w Chińskiej Republice Ludowej weszły w życie przepisy, które wymagają zgody rządu dla wszystkich inkarnacji żyjących buddów. Przepisy mają umożliwić władzy przejęcie kontroli nad wyborem dalajlamy[17].
- 7 września – głosy 377 posłów zadecydowały o skróceniu V kadencji Sejmu. Za wnioskiem opowiedziały się PiS, PO, SLD i PSL. Prezydent Lech Kaczyński ustanowił termin przyspieszonych wyborów na 21 października 2007[60].
- 18 września – na ulice Rangunu wyszło kilkuset mnichów buddyjskich protestujących przeciwko wzrostowi kosztów utrzymania, brutalnym działaniom władz Mjanmy przeciwko uczestnikom wcześniejszych podobnych manifestacji oraz braku demokracji. Podczas dwutygodniowych demonstracji zginęło (według raportu ONZ) co najmniej 31 osób[17].
- 30 września – wybory parlamentarne na Ukrainie wygrała prorosyjska Partia Regionów. Prozachodnie Blok Julii Tymoszenko oraz Nasza Ukraina-Ludowa Samoobrona zajęły drugie i trzecie miejsce[17].

## Październik
- 7 października – Fauzi Bowo został nowym gubernatorem Dżakarty[61].
- 12 października – Pokojową Nagrodę Nobla otrzymali: były wiceminister Stanów Zjednoczonych Al Gore oraz Międzyrządowy Zespół ds. Zmian Klimatu[17].
- 19 października – podczas szczytu europejskiego w Lizbonie Polsce udało się zrealizować postulat zapisania tzw. kompromisu z Joaniny (który pozwala na odwlekanie unijnych decyzji) w prawie pierwotnym Unii Europejskiej. Ponadto Polska uzyskała prawo do stałego obsadzania jednego z trzech nowych stanowisk rzeczników generalnych w Trybunale Sprawiedliwości UE[17].
- 21 października – odbyły się przyspieszone wybory parlamentarne. Zwyciężyła Platforma Obywatelska (41,51%), przed Prawem i Sprawiedliwością (32,11%). Do Sejmu dostały się również LiD (13,15%) oraz PSL (8,91%)[62].
- 31 października – hiszpański Kongres Deputowanych potępił zamach stanu generała Francisco Franco i jego czterdziestoletnie rządy. Ponadto zlecono samorządom sfinansowanie ekshumacji ofiar z czasów wojny domowej[17].

## Listopad
- 3 listopada – w Pakistanie wprowadzono stan wyjątkowy.
- 7 listopada – w Gruzji, po serii zamieszek, wprowadzono stan wyjątkowy[63].
- 8 listopada – Micheil Saakaszwili zapowiedział przeprowadzenie przedterminowych wyborów prezydenckich w dniu 5 stycznia 2008 roku[64].
- 10 listopada – Waldemar Pawlak ogłosił, że koalicja Platforma Obywatelska–Polskie Stronnictwo Ludowe stało się faktem[27].
- 14 listopada – włoski admirał Giampaolo di Paola został wybrany na nowego przewodniczącego Komitetu Wojskowego NATO. W drugiej turze odpadł szef Sztabu Generalnego Wojska Polskiego gen. Franciszek Gągor[17].
- 15 listopada – zakończono wycofywanie żołnierzy rosyjskich i sprzętu wojskowego z Gruzji[17].
- 16 listopada – zaprzysiężono rząd Donalda Tuska[65].
- 23 listopada – exposé Donalda Tuska w Sejmie[66].
- 29 listopada – do Europejskiego Trybunału Praw Człowieka w Strasburgu trafiła skarga pozarządowej rosyjskiej organizacji Memoriał. Skarga dotyczy postępowania sądów w Rosji, które odmawiają rozpatrzenia wniosku poświęconego rehabilitacji ofiar zbrodni w Katyniu[17].

## Grudzień
- 2 grudnia – Jedna Rosja wygrała wybory parlamentarne w Rosji[17].
- 7 grudnia – ministrowie sprawiedliwości państw Unii Europejskiej przyjęły (blokowaną wcześniej przez Polskę) inicjatywę w sprawie ustanowienia Europejskiego Dnia przeciwko Karze Śmierci[17].
- 13 grudnia – w Lizbonie podpisano Traktat Reformujący Unię Europejską, który usprawnia unijne instytucję poprzez przyjęcie nowego systemu podejmowania decyzji, nadaje Unii Europejskiej osobowość prawną oraz wiąże UE z Kartą Praw Podstawowych[17].
- 14 grudnia – przywódcy państw unijnych zgodzili się na wysłanie misji cywilnej do Kosowa[17].
- 15 grudnia:
  - Hashim Thaçi zapowiedział, że ogłoszenie niepodległości Kosowa nastąpi w najbliższym czasie[17].
  - zniesiono stan wyjątkowy w Pakistanie.
- 17 grudnia – Jedna Rosja zatwierdziła Dmitrija Miedwiediewa na swojego kandydata w przyszłorocznych wyborach prezydenckich[17].
- 18 grudnia – głosami prozachodniej opozycji Julia Tymoszenko została premierem Ukrainy[17].
- 19 grudnia – powołano komisję śledczą do zbadania okoliczności tragicznej śmierci byłej posłanki Barbary Blidy[67].
- 21 grudnia – Polska wstąpiła do Strefy Schengen[27].